# Rudolf Menzel
Rudolf Menzel (* 19. November 1910 in Dresden; † 16. Juli 1974) war ein deutscher Politiker, Stellvertreter des Ministers des Innern (MdI), des Ministers für Staatssicherheit (MfS) sowie des Ministers für Nationale Verteidigung (MfNV) der DDR.

## Leben
Der als Sohn eines Fabrikarbeiters in Dresden geborene Menzel absolvierte nach der Volksschule zwischen 1924 und 1928 eine Lehre als kaufmännischer Angestellter. 1928 trat er der KPD bei und war dort ab 1930 als Mitarbeiter der Unterbezirksleitung Borna tätig. Nach einjähriger Arbeitslosigkeit arbeitete er zwischen 1930 und 1932 als Fabrikarbeiter. 1931 wurde er Unterbezirks-Politleiter des KJVD Borna und arbeitete ab 1932 im KPD-Unterbezirksbüro Bautzen. Nach der Machterlangung der Nationalsozialisten 1933 wurde er verhaftet, im Dezember 1933 jedoch amnestiert. 1934 emigrierte er im Auftrag der KPD zunächst in die Tschechoslowakei, 1936 schließlich in die UdSSR. Dort besuchte er die Leninschule. Zwischen 1937 und 1939 nahm er auf republikanischer Seite am Spanischen Bürgerkrieg teil und war Mitarbeiter der Kaderabteilung der Interbrigaden, später dann beim Kriegskommissar im Thälmann-Bataillon der XI. Brigade. Nach dem Sieg Francos emigrierte er 1939 nach Belgien, wurde in Frankreich interniert und nach Deutschland ausgeliefert. Hier saß er zunächst in Haft und kam 1941 in das KZ Buchenwald. 1942 wurde er wegen Hochverrats zu zweieinhalb Jahren Zuchthaus verurteilt und nach deren Verbüßung in Waldheim wieder ins KZ Buchenwald gebracht, wo er Mitglied des KPD-Parteiaktivs wurde.
Nach dem Krieg wurde er Leiter der Abteilung Elektrotechnik im Thüringer Landesamt für Wirtschaft und war dort ab 1946 Personalreferent. 1948 wurde er bei der Volkspolizei (VP) eingestellt und war dort Kommandeur der Schutzpolizei Thüringen. 1949 wechselte er zur Verwaltung zum Schutz der Volkswirtschaft Thüringen, welche im Februar 1950 zur Länderverwaltung Thüringen des MfS wurde. Im selben Jahr übernahm er deren Leitung. Zwischen 1951 und 1954 absolvierte er ein Fernstudium an der Parteihochschule Karl Marx des ZK der SED. 1951 wechselte er als Leiter zur MfS-Länderverwaltung Mecklenburg und wurde 1952 zum stellvertretenden Minister für Staatssicherheit für Wirtschaftsfragen ernannt. Am Sturz von Wilhelm Zaisser soll er sich mit denunziatorischen Aussagen beteiligt haben. Von Oktober 1953 bis 1955 war er zudem stellvertretender Innenminister für Finanzen und Verwaltung und danach Chef für Bauwesen der Kasernierten Volkspolizei (KVP). Am 1. November 1953 wurde er zum Generalmajor ernannt. 1956 wurde er Stellvertreter des Ministers für Nationale Verteidigung (für Bauwesen und Unterbringung, ab 1957 für Bewaffnung und Technik). Wegen mangelnder fachlicher Qualifikation wurde er 1959 abgesetzt und musste bis 1961 die Militärakademie der NVA besuchen. Anschließend wurde er Stellvertreter des Chefs der Rückwärtigen Dienste im MfNV. Ab 1965 war er Direktor der Deutschen Militärbibliothek Strausberg und ab 1967 Militärattaché in der DDR-Botschaft in Moskau. 1973 wurde er zum Generalleutnant befördert und Rentner.